# Apeadeiro de Bustelo
O apeadeiro de Bustelo é uma interface da Linha do Douro, que serve a localidade de Bustelo, no concelho de Penafiel, em Portugal.

## Descrição

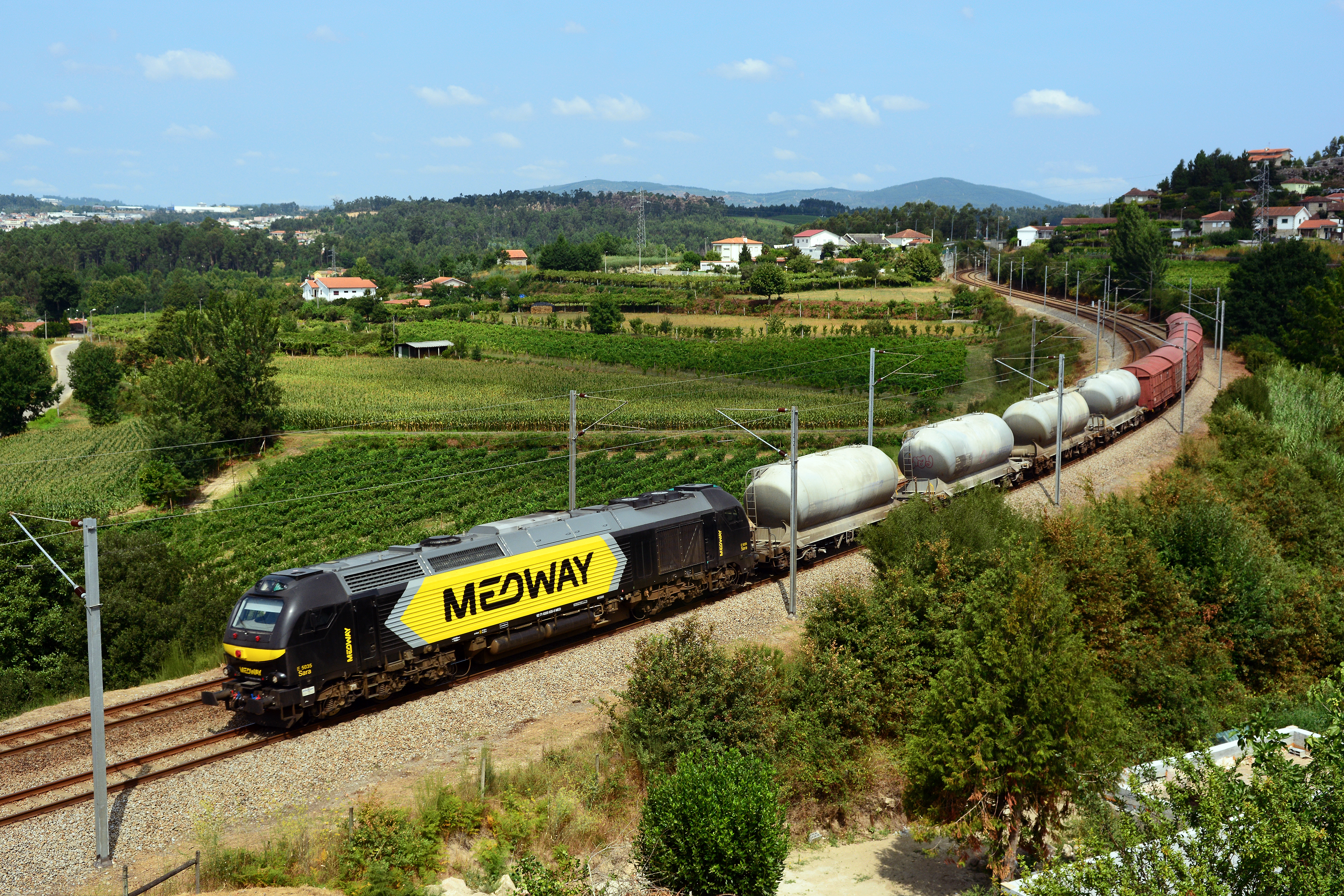
Composição de mercadorias (Medway, cimento, vazio, Godim-Devesas) circulando em direção ao apeadeiro de Bustelo, onde passa sem paragem.

### Infraestrutura
Como apeadeiro em linha em via dupla, esta interface apresenta-se nas duas vias de ciculação (I e II) cada uma acessível por sua plataforma, ambas com 222 m de comprimento e 90 cm de altura.

### Serviços
Em dados de 2023, esta interface é servida por comboios de passageiros da C.P. de tipo urbano no serviço “Linha do Marco”, tipicamente com 13 circulações diárias em cada sentido entre Porto - São Bento e Marco de Canaveses; passam sem parar nesta interface, em cada sentido, 7 circulações diárias do mesmo serviço.

## História
Este apeadeiro situa-se no troço entre as estações de Penafiel e Caíde da Linha do Douro, que entrou ao serviço em 20 de Dezembro de 1875.

Em 1985, Bustelo não dispunha ainda de edifício de passageiros, situando-se a plataforma do lado sul da via (lado direito do sentido ascendente, para Barca d’Alva), então ainda em via única.